# 2005–2006-os olasz labdarúgókupa
Az olasz kupa 59. kiírása. A kupát az Internazionale hódította el. Ez volt az 5. elsősége a kék-fekete együttesnek.

## Eredmények

### Első forduló
| 1. csapat      | Eredmény       | 2. csapat      |
| -------------- | -------------- | -------------- |
| Empoli         | 2–1            | Pizzighettone  |
| Sangiovannese  | 0–2            | Crotone        |
| Cavese         | 0–1            | Parma          |
| Empoli         | 2–1            | Pizzighettone  |
| Padova         | 3–01           | Triestina      |
| Cittadella     | 3–2            | Modena         |
| Lumezzane      | 1–2            | Ternana        |
| Livorno        | 2–1            | Forlì          |
| Genoa          | 0–3            | Catanzaro      |
| Pro Patria     | 0–1            | UC AlbinoLeffe |
| Treviso        | 0–1            | Manfredonia    |
| San Marino     | 1–3            | Cagliari       |
| Grosseto       | 2–0            | Mantova        |
| Massese        | 0–1            | Atalanta       |
| Pisa           | 1–1 (Te.: 6-5) | Catania        |
| Juve Stabia    | 1–2            | Siena          |
| Frosinone      | 0–32           | Avellino       |
| Pro Sesto      | 0–1            | Brescia        |
| Lanciano       | 0–3            | Arezzo         |
| Valenzana      | 0–5            | Chievo         |
| Sambenedettese | 2–4            | Cremonese      |
| Martina        | 1–2            | Bari           |
| Ascoli         | 2–0            | Acireale       |
| Monza          | 1–1 (Te.: 5-3) | Lecce          |
| Pavia          | 2–1            | Vicenza        |
| Verona         | 2–0            | Teramo         |
| Lucchese       | 1–2 (hu.)      | Piacenza       |
| Giugliano      | 1–2 (hu.)      | Reggina        |
| Napoli         | 2–0            | Pescara        |
| Ravenna        | 0–1            | Bologna        |
| Spezia         | 0–1 (hu.)      | Cesena         |
| Fiorentina     | 4–0            | Lodigiani      |
| Pistoiese      | 0–1            | Rimini         |

1 Az első mérkőzést 2–1-re megnyerte a Padova. Az olasz szövetség szabálytalan játékos pályáralépése miatt az eredményt 3–0-ra módosította.

2 Az első mérkőzést 0–0 után tizenegyesekkel 5–3-ra megnyerte a Frosinone. Az olasz szövetség szabálytalan játékos pályáralépése miatt az eredményt 3–0-ra módosította, az Avellino javára.

### Második forduló
| 1. csapat   | Eredmény       | 2. csapat   |
| ----------- | -------------- | ----------- |
| Crotone     | 2–3 (hu.)      | Empoli      |
| Padova      | 0–1            | Parma       |
| Cittadella  | 0–0 (Te.: 7-6) | Ternana     |
| Catanzaro   | 0–0 (Te.: 2-4) | Livorno     |
| Manfredonia | 3–2            | AlbinoLeffe |
| Grosseto    | 1–2            | Cagliari    |
| Napoli      | 1–0            | Reggina     |
| Pisa        | 0–1            | Atalanta    |
| Avellino    | 0–1            | Siena       |
| Arezzo      | 2–2 (Te.: 6-7) | Brescia     |
| Cremonese   | 0–1            | Chievo      |
| Bari        | 2–1            | Ascoli      |
| Monza       | 1–1 (Te.: 4-5) | Pavia       |
| Piacenza    | 2–1            | Verona      |
| Cesena      | 1–0            | Bologna     |
| Rimini      | 0–1 (hu.)      | Fiorentina  |

### Harmadik forduló
| 1. csapat   | Eredmény       | 2. csapat  |
| ----------- | -------------- | ---------- |
| Empoli      | 1–1 (Te.: 7-8) | Parma      |
| Cittadella  | 3–2            | Livorno    |
| Manfredonia | 2–2 (Te.: 4-6) | Cagliari   |
| Siena       | 0–4            | Atalanta   |
| Brescia     | 1–0            | Chievo     |
| Pavia       | 0–0 (Te.: 5-6) | Bari       |
| Napoli      | 1–0            | Piacenza   |
| Cesena      | 0–1            | Fiorentina |

### Nyolcaddöntő
A fordulóban csatlakozó csapatok: Internazionale, Juventus, Lazio, Milan, Palermo, Roma, Sampdoria, Udinese.

| 1. csapat  | Eredmény | 2. csapat      | 1. mérk. | 2. mérk. |
| ---------- | -------- | -------------- | -------- | -------- |
| Milan      | 7–4      | Brescia        | 3–1      | 4–3      |
| Atalanta   | 2–3      | Udinese        | 1–0      | 1–3      |
| Parma      | 0–1      | Internazionale | 0–1      | 0–0      |
| Fiorentina | 3–6      | Juventus       | 2–2      | 1–4      |
| Bari       | 4–5      | Palermo        | 0–0      | 4–5      |
| Lazio      | 2–0      | Cittadella     | 2–0      | 0–0      |
| Cagliari   | 2–3      | Sampdoria      | 1–1      | 1–2      |
| Napoli     | 1–5      | Roma           | 0–3      | 1–2      |

### Negyeddöntő
| 1. csapat | Eredmény  | 2. csapat      | 1. mérk. | 2. mérk. |
| --------- | --------- | -------------- | -------- | -------- |
| Milan     | 1–3       | Palermo        | 1–0      | 0–3      |
| Udinese   | 3–3 (ig.) | Sampdoria      | 1–1      | 2–2      |
| Lazio     | 1–2       | Internazionale | 1–1      | 0–1      |
| Juventus  | 3–3 (ig.) | Roma           | 2–3      | 1–0      |

### Elődöntő
| 1. csapat      | Eredmény  | 2. csapat | 1. mérk. | 2. mérk. |
| -------------- | --------- | --------- | -------- | -------- |
| Internazionale | 3–2       | Udinese   | 1–0      | 2–2      |
| Palermo        | 2–2 (ig.) | Roma      | 2–1      | 0–1      |

### Döntő

#### Első mérkőzés
| 2006. május 3. | Roma        | 1 – 1 | Internazionale | Stadio Olimpico, Róma Nézőszám: 64,000 Játékvezető: Matteo Trefoloni |
| 2006. május 3. | Mancini 55' | (0–1) | 8' Cruz        | Stadio Olimpico, Róma Nézőszám: 64,000 Játékvezető: Matteo Trefoloni |

#### Második mérkőzés
| 2006. május 11. | Internazionale                    | 3 – 1 | Roma      | San Siro, Milánó Nézőszám: 59,000 Játékvezető: Domenico Messina |
| 2006. május 11. | Cambiasso 6' Cruz 46' Martins 76' | (1–0) | 80' Nonda | San Siro, Milánó Nézőszám: 59,000 Játékvezető: Domenico Messina |

Összesítésben az Internazionale nyert (4–2).
| A 2005–2006-os olasz labdarúgókupa győztese: |
| -------------------------------------------- |
| Internazionale 5. cím                        |

## Lásd még
Serie A 2005–2006

Serie B 2005–2006